# A Child in Judgment
A Child in Judgment è un cortometraggio muto del 1915 diretto da Carlton S. King. Prodotto dalla Edison, aveva come interpreti Richard Tucker, Mary Elizabeth Forbes, Maurice Steuart, Helen Strickland, Augustus Phillips.

## Trama
Abituato ad ottenere sempre ciò che vuole, il ricco e potente Henry Halstrom decide che anche Mary Desmond sarà sua, anche se la donna è già felicemente sposata. Halstrom, approfittando della propria posizione di potere, manda Desmond, suo sottoposto, a Chicago per un lungo viaggio di affari. Durante la sua assenza, fa una corte assidua a Mary, circondandola di lussi e di tutte le finezze della vita che lei ha sempre desiderato ma che non ha mai potuto avere. La madre di lei, però, allarmata dal comportamento della figlia e dall'improvvisa comparsa di quei meravigliosi abiti, telegrafa al genero di tornare subito a casa. Venendo a sapere di ciò che ha fatto la madre, Mary scrive disperata a Halstrom. Questi le invia un biglietto dove le dice che può venire da lui. Ma Mary, andandosene, dimentica a casa la lettera compromettente. Halstrom, non volendo che Desmond venga a sapere la verità, cerca di prendere il biglietto prima che lo trovi l'altro.

In casa, il piccolo Jackie, il figlio dei Desmond, sta giocando con l'orsacchiotto. Teddy è stato cattivo e Jackie decide di punirlo. Va alla scrivania dove prende la pistola del padre. Inconsapevole della letalità dell'arma, il piccolo la punta contro l'orsacchiotto e preme il grilletto. Halstrom, che si trova alla finestra per spiare se la via è libera, si prende il proiettile in testa.

Quando Desmond torna a casa, la moglie lo supplica di perdonare la propria sconsideratezza. L'uomo cede sia per il bene di Jackie sia per l'amore che prima gli ha sempre dimostrato la moglie.

## Produzione
Il film fu prodotto dalla Edison Company.

## Distribuzione
Distribuito dalla General Film Company, il film - un cortometraggio in tre bobine - uscì nelle sale cinematografiche degli Stati Uniti il 19 novembre 1915.